# L'improbabile
L'improbabile è il decimo album della Bandabardò pubblicato con la Warner Music in formato digipack. Le illustrazioni della copertina e del booklet sono di Jacopo Fo.

## Tracce
1. Senza impegno
2. Punti di vista
3. C'è sempre un buon motivo
4. Ça plane pour moi
5. Italian expo
6. E allora il cuore (con Alessandra Contini)
7. Ai miei tempi
8. La selezione naturale
9. Sbuccio
10. La vestizione
11. I briganti
12. Buon anno ragazzi
13. Andrà tutto bene

## Formazione

### Gruppo
- Erriquez - voce, cori, chitarra acustica, ukulele, theremin in I briganti, basso elettrico in La vestizione, organetto ritmico in Buon anno ragazzi, produzione
- Finaz - chitarre acustiche 6 e 12 corde, chitarre elettriche, dobro, e-bow, moog in C’è sempre un buon motivo, produzione
- Don Bachi - basso elettrico, contrabbasso
- Orla - chitarra elettrica, slide
- Nuto - batteria
- Ramon - percussioni, tromba, flicorno, voce in Buon anno ragazzi e Andrà tutto bene
- Pacio - tastiere e pianoforte

### Produzione
- Cantax - suoni, registrazioni, produzione
- Gianluca Vaccaro - registrazioni, batteria vocale in Andrà tutto bene
- Roberto Slave Procaccini - programmazione, editing e tastiere in C’è sempre un buon motivo, E allora il cuore, La selezione naturale, Buon anno ragazzi

### Collaborazioni
- Alessandra Contini (Il Genio) - voce in E allora il cuore, cori in C’è sempre un buon motivo, Ça plane pour moi, Ai miei tempi, La selezione naturale, Andrà tutto bene
- Massimo Dedo - fiati in Punti di vista e Andrà tutto bene
- Mixo - voce in Andrà tutto bene
- G Max - voce in Senza impegno

### Copertina
- Jacopo Fo - disegni
- Giovanni Mattioli - grafica
- Gianluca Giannone - foto

## Classifiche
| Classifica | Posizione massima |
| ---------- | ----------------- |
| Italia     | 12                |